# Wilhelm Banholzer
Wilhelm Banholzer (* 6. Mai 1873 in Rottweil; † 21. Februar 1914 in Lul, Anglo-Ägyptischer Sudan, heute Südsudan) war Missionar im Sudan in der Zeit des Mahdi-Aufstandes. 

## Leben
Wilhelm Banholzer war ein in der Region der Schilluk im Sudan tätiger Missionar aus dem katholischen Männerorden der Brüder der christlichen Schulen oder Schulbrüder, lateinisch Fratres Scholarum Christianorum (abgekürzt FSC), der vornehmlich Laienbrüder aufnimmt. Der Missionar Wilhelm Hofmayr verdankt ihm viele Angaben für sein in britischer Gefangenschaft verfasstes Buch über das nilotische Volk der Schilluk, worin er Banholzers Tagebuchaufzeichnungen aus dessen Nachlass verwertete. Nach dem Sieg der Engländer über den Mahdi 1898 war Wilhelm Banholzer, zusammen mit Josef Ohrwalder, der erste Missionar, der nach 15 Jahren wieder Khartum betrat. Er ging in die zerstörte Mission und barg die sterblichen Überreste Combonis aus dem geschändeten Grab. Banholzer starb in Lul, einem Dorf im heutigen Südsudan.

## Werke
- W. Banholzer, 1904. Come vestono e come s'adornano gli Scilluk. Nigrizia.
- W. Banholzer, 1904. Etwas über Geschichte und Sitten der Schillukkönige. Stern der Neger. Katholische Missionszeitschrift der Söhne des heiligsten Herzens Jesu.